# Rachid Mekhloufi
Rachid Mekhloufi (Sétif, 12 agosto 1936 – Parigi, 8 novembre 2024) è stato un calciatore e allenatore di calcio francese naturalizzato algerino, di ruolo centrocampista.

## Carriera
Guidò la Nazionale algerina ai Mondiali 1982 insieme a Mahieddine Khalef.

## Palmarès

### Giocatore

#### Competizioni nazionali
- Ligue 1: 4

Saint-Etienne: 1956-1957, 1963-1964, 1966-1967, 1967-1968
- Coppa di Francia: 1

Saint-Etienne: 1967-1968
- Supercoppa francese: 3

Saint-Etienne: 1957, 1967, 1968
- Campionato svizzero: 2

Servette: 1960-1961, 1961-1962